# Kulturkreis der deutschen Wirtschaft
Der 1951 in Köln gegründete Kulturkreis der deutschen Wirtschaft im BDI e. V. ist ein gemeinnütziger Verein mit Sitz in Berlin. Seine Büroräume sind im Gebäude des BDI, von dem der Verein aber institutionell und personell unabhängig ist.

## Tätigkeit
Der Kulturkreis der deutschen Wirtschaft im BDI e. V. versteht sich als bundesweites, unabhängiges Netzwerk kulturell engagierter Unternehmen, unternehmensnaher Stiftungen, von Wirtschaftsverbänden und Unternehmerpersönlichkeiten. Ihm gehören etwa 400 Mitglieder an, darunter die führenden Unternehmen Deutschlands.
Der Kulturkreis hat als Ziel, den Austausch von Kultur und Wirtschaft sowie das eigene kulturelle Engagement seiner Mitglieder zu stärken und das Verständnis insbesondere für zeitgenössische Kunst und Kultur in Wirtschaft und Gesellschaft zu fördern. Er fördert mit den Beiträgen und Spenden seiner Mitglieder junge Künstler und Kulturschaffende in den Sparten Bildende Kunst, Musik, Literatur und Architektur.
Der Kulturkreis der deutschen Wirtschaft berät seine Mitglieder zu Fragen des unternehmerischen Kulturengagements und bietet mit den Arbeitskreisen Kulturförderung, Corporate Collecting und Kulturelle Bildung Foren für den fachlichen Austausch. Darüber hinaus vertritt er die kulturpolitischen Interessen seiner Mitglieder und würdigt mit der Vergabe des Deutschen Kulturförderpreises unternehmerisches Kulturengagement. 

## Organisation
Dem Vorstand des Kulturkreises gehören an (Stand: 2022):
- Paul-Bernhard Kallen, Vorsitzender (Hubert Burda Media Holding GmbH & Co. KG)
- Ingeborg Neumann, stellvertretende Vorsitzende (Peppermint Holding GmbH)
- Werner Baumann, Schatzmeister (Bayer AG)
- Nina Hugendubel (H. Hugendubel GmbH & Co. KG)
- Joachim Lang (Bundesverband der Deutschen Industrie e. V.)
- Bernd Leukert (Deutsche Bank AG)
- Melanie Maas-Brunner (BASF SE)
- Elena von Metzler (Bankhaus Metzler)
- Cedrik Neike (Siemens AG)
- Arend Oetker (Dr. Arend Oetker Holding GmbH & Co. KG)
- Petra Scharner-Wolff (Otto Group)
- Helmut Schleweis (Deutscher Sparkassen- und Giroverband e. V.)
- Thorsten Schönenberger (Landesbank Baden-Württemberg)
- Alexander Vollert (AXA Konzern AG)

Vorsitzende der Gremien:
- Matthias Böning, Gremium Architektur (Böning Real Estate Solutions)
- Marcella Prior-Callwey, Gremium Text & Sprache (Callwey GmbH)
- Tobias Wollermann, Gremium Musik (Otto Group)
- Ulrich Sauerwein, Gremium Bildende Kunst (luxoom medienprojekte GmbH)

Vorsitzende der Arbeitskreise:
- Thomas Helfrich, Arbeitskreis Kulturförderung (Bayer AG)
- Elena von Metzler, Arbeitskreis Kulturelle Bildung (Bankhaus Metzler)
- August Markl, Arbeitskreis Corporate Collecting (ADAC e. V.)

Geschäftsführer (seit Mai 2021):
- Rodger Masou

Vorstandsvorsitzende und Geschäftsführer des Kulturkreises der deutschen Wirtschaft seit 1951
Vorstandsvorsitzende des Kulturkreises der deutschen Wirtschaft:
- Fritz Berg 1951 – 1967
- Berthold von Bohlen und Halbach 1967 – 1984
- Herbert Grünewald 1984 – 1991
- Arend Oetker 1991 – 1999
- Jürgen Zech 1999 – 2006
- Clemens Börsig 2006 – 2021
- Paul-Bernhard Kallen seit 2022

Geschäftsführer des Kulturkreises der deutschen Wirtschaft:
Ehrenamtl. Geschäftsführung als Mitglieder des Vorstandes:
- Gustav Stein 1951 – 1979
- Bernhard Freiherr von Loeffelholz 1979 – 1985

Hauptamtliche Geschäftsführung:
- Brigitte Conzen 1985 – 1990
- Franz Willnauer 1990 – 1995
- Ludger Hünnekens 1996 – 2000
- Susanne Litzel 2000 – 2004
- Karin Heyl 2004 – 2006
- Stephan Frucht 2006 – 2015
- Franziska Nentwig 2015 – 2021
- Rodger Masou seit 2021

## Aufgaben
Förderung durch Auszeichnungen:

Als seine originäre Aufgabe begreift der Kulturkreis die unmittelbare mäzenatische Künstlerförderung in vier Bereichen – Architektur, Bildende Kunst, Literatur und Musik.

Zu den Preisträgern der Kulturpreise gehören unter anderem Heinrich Böll, Paul Celan Günter Grass, Thomas Bernhard, Rosemarie Trockel, Olaf Metzel, Ingeborg Bachmann, Christoph Eschenbach, Georg Baselitz, Nino Haratischwili, Daniel Kehlmann, Orhan Pamuk, Clemens J. Setz, Herbert Spitzenberger. Claudia Hamm erhielt 2016 den Literaturpreis des Kulturkreises der deutschen Wirtschaft in der Sparte Übersetzen.
Service & Beratung: 

Der Kulturkreis will in seinen Arbeitskreisen Initiativen zur Verbesserung des Zusammenwirkens von Kultur und Wirtschaft anregen. Einmal jährlich vergibt er daher z. B. den Deutschen Kulturförderpreis oder das Bronnbacher Stipendium, ein Recruitment-Programm für kulturelle Kompetenz. Darüber hinaus steht er seinen Mitgliedern und interessierten Dritten als Gesprächs- und Beratungspartner an der Schnittstelle von Wirtschaft und Kultur zur Verfügung, u. a. in Fragen der Kulturförderung oder des Corporate Collecting.
Kulturpolitische Aktivitäten:

Der Kulturkreis will eine kulturpolitische Sprecherrolle für die deutsche Wirtschaft übernehmen, indem er Künstler und Kreative in den relevanten Bereichen des kulturellen und wirtschaftspolitischen Lebens in Deutschland unterstützt.

## Bronnbacher-Stipendium
Der Arbeitskreis Kulturelle Bildung vergibt an die Universität Mannheim (seit 2004), an das Karlsruher Institut für Technologie (seit 2017, Kooperation mit Mannheim) sowie an die Universität Bochum (2007 bis 2011) das Bronnbacher-Stipendium. Das Ziel des Programms besteht darin, ausgewählte Studenten verschiedener Fachrichtungen zwei Semester lang und begleitend zum eigentlichen Fachstudium in die zeitgenössische Kunst und Kultur einzuführen – und so ihre kulturelle wie kreative Kompetenz zu stärken.

## Publikationen
Der Kulturkreis gibt regelmäßig das Kulturkreis Magazin heraus.
- Unternehmerische Kulturförderung in Deutschland. Ergebnisse einer umfassenden Untersuchung des Kulturkreises der deutschen Wirtschaft im BDI. Hrsg.: Kulturkreis der deutschen Wirtschaft im BDI e. V., Berlin 2009.
- Jahresring – Jahrbuch für moderne Kunst. Hrsg.: Kulturkreis der deutschen Wirtschaft im BDI e. V. / Brigitte Oetker, Köln seit 1953
- Förder- und Freundeskreise der Kultur in Deutschland. Ergebnisse einer umfassenden Untersuchung des Kulturkreises der deutschen Wirtschaft. Hrsg.: Welling, A.; Roll, S.; von Reden, F.; Otten, M.; Christ, M.; Frucht, S., Berlin 2007.
- Unternehmen und Gesellschaft – eine Handbuchreihe des Kulturkreises der im BDI e. V. Handbuch Wirtschaft und Kultur – Formen und Fakten Unternehmerischer Kulturförderung. Hrsg.: Litzel, S.; Loock, F.; Brackert, A., Springer-Verlag, Heidelberg 2003.
- Corporate Citizenship – Gesellschaftliches Engagement von Unternehmen in Deutschland. Hrsg.: André Habisch, Springer-Verlag, Heidelberg 2003.
- Mäzene, Stifter und Sponsoren. Fünfzig Jahre Kulturkreis der deutschen Wirtschaft im BDI – ein Modell der Kulturförderung, Hatje Cantz-Verlag, Hrsg.: Walter Grasskamp und Wolfgang Ullrich, Ostfildern 2001.